# MEFANET
MEFANET (zkratka MEdical FAculties NETwork) je vzdělávací síť českých a slovenských lékařských fakult, která usiluje o modernizaci výuky lékařských a zdravotnických oborů.

## Vznik projektu
MEFANET se postupně formoval již od roku 2006 nastolením osobní důvěry a spolupráce mezi pracovníky zodpovědnými za elektronickou podporu vzdělávání několika lékařských fakult. Oficiálně byl ustaven podpisy děkanů všech zúčastněných fakult 20. června 2007.

## Cíle
Hlavním cílem projektu je podpořit spolupráci týmů z různých fakult a usnadnit sdílení elektronických výukových materiálů.
Snahou MEFANET naopak není jakkoli ovlivňovat řízení výuky a výzkumu na jednotlivých fakultách.

## Nástroje MEFANETU
Hlavním motorem projektu, a vlastně i důvodem jeho vzniku byla a je ochota sdílet navzájem nástroje a výukové materiály mezi zapojenými lékařskými fakultami.

### e-publikační platforma
Publikační platforma – společná brána e-learnignových portálů lékařských fakult byla prvním nástrojem spolupráce sdružení MEFANET.
Motivem vzniku fakultních publikačních portálů je potřeba fakult učinit přístup k jejich elektronickým výukovým materiálům přehledný a snadno řiditelný. Pro potřeby spolupráce bylo potřeba standardizovat edukační webové portály fakult tak, aby byla zajištěna prostupnost zveřejňovaných materiálů mezi jednotlivými fakultami. Lékařská fakulta Masarykovy univerzity nabídla ostatním fakultám možnost převzít portálové řešení vytvořené v jejím Institutu biostatistiky a analýz pod vedením Ing. Daniela Schwarze.
Samotné výukové materiály jsou vždy uloženy na portálu příslušné fakulty a mají autorem nastavena přístupová práva. Metadata o těchto výukových materiálech a jejich určení jsou delegována na společnou bránu projektu (portal.mefanet.cz), kde jsou zařazena v příslušné kategorii podle lékařských oborů a formátu výukového materiálu.

#### Řízení přístupu
Samotný vstup na společnou bránu fakultních portálů není z hlediska okruhu uživatelů nijak omezen. Všechny informace o sdílených příspěvcích na fakultních portálech jsou přístupné komukoli, kdo je přes společnou bránu vyhledá. Každý zájemce tak může získat komplexní přehled o tom, jaká nabídka výukových materiálů je v síti lékařských fakult k dispozici.
I když je snaha materiály sdílet co možná otevřeně, v některých případech to není možné a je třeba přístup k nim vymezit. Pro tento účel se využívá technologie Shibboleth je definováno pět okruhů potenciálních uživatelů:
1. neregistrovaný anonymní uživatel
2. registrovaný anonymní uživatel
3. uživatel sítě MEFANET, (tj. student či pedagog lékařské fakulty v ČR či v SR)
4. ověřený uživatel z některé univerzity
5. ověřený uživatel z některé lékařské fakulty

Autentizace uživatelů využívá technologii Shibboleth zajišťovanou Českou akademickou federací identit eduID.cz, jejímž operátorem je sdružení CESNET. Výhodou je, že uživatel může používat jedny přístupové údaje pro přístup k různým aplikacím, že správci aplikací nemusí spravovat autentizační data uživatelů a autentizace uživatele probíhá vždy v domovské organizaci, takže citlivé autentizační údaje neopouštějí domovskou síť. Federativní infrastruktura poskytuje snadný, standardní a bezpečný způsob výměny informací o uživatelích a toto pověření pak využívá k ověření uživatele společná brána.

### WikiSkripta
WikiSkripta jsou jedním ze společných nástrojů sítě lékařských fakult MEFANET. Podrobnější informace naleznete v samostatném článku WikiSkripta.

## Fakulty zapojené do sítě MEFANET
- Lékařská fakulta Masarykovy univerzity v Brně
- Jesseniova lekárska fakulta v Martine Univerzity Komenského v Bratislavě
- Lekárska fakulta Univerzity Komenského v Bratislavě
- Lekárska fakulta Univerzity Pavla Jozefa Šafárika v Košicích
- Lékařská fakulta Univerzity Palackého v Olomouci
- 1. lékařská fakulta Univerzity Karlovy v Praze
- 2. lékařská fakulta Univerzity Karlovy v Praze
- 3. lékařská fakulta Univerzity Karlovy v Praze
- Lékařská fakulta Univerzity Karlovy v Hradci Králové
- Lékařská fakulta Univerzity Karlovy v Plzni
- Fakulta vojenského zdravotnictví Univerzity obrany v Hradci Králové
- Lékařská fakulta Ostravské univerzity
- Fakulta zdravotnických věd Univerzity Palackého
- Fakulta zdravotnických studií Západočeské univerzity
- Fakulta zdravotnických studií Prešovské univerzity
- Fakulta biomedicínského inženýrství ČVUT
- Fakulta zdravotnických studií Univerzity Pardubice